# Рауль Ґардіні
Рауль Ґардіні (італ. Raul Gardini; нар. 7 червня 1933, Равенна — 23 липня 1993, Мілан) — італійський підприємець і агроном.

## Біографія
Ґардіні вивчав агрономію. Був одружений з Ідіною Ферруцці. Після загибелі свого тестя Серафіно Ферруцці в авіакатастрофі в 1979 році, Ґардіні перебрав на себе керівництво «Ferruzzi Group». Ця сімейна компанія володіла великими земельними ділянками в Південній Америці, мала олійні та цукрові заводи. Через розгалужену «Ferruzzi Group» Ґардіні контролював різні компанії, в тому числі страхову компанію «La Fondiaria» з Флоренції. Через цю страхову компанію в 1988 році було придбано 25 відсотків давньої компанії «Volksfürsorge» в Гамбурзі, а також німецьку групу «Aachener und Münchener Beteiligungs-AG» (AMB). У 1987 році було придбано 40 відсотків італійської компанії «Montedison», а згодом і контрольний пакет акцій «Montedison». У Франції він придбав більшу частину французької цукрово-паперової компанії «Béghin-Say». За 630 мільйонів доларів придбав європейські активи американської харчової компанії «Corn Products International» (нині Ingredion) зі штату Іллінойс. Наприкінці 1980-х років через сімейний конгломерат він контролював близько 45 відсотків всього національного імпорту зерна в Італії.
Однак його спроба захопити італійську енергетичну компанію «Eni» в 1990 році через контрольовану ним компанію «Montedison» провалилася, коли члени сім'ї на чолі з його зятем Карло Сама повстали проти нього.
Ґардіні, чиїми хобі були верхова їзда, полювання та вітрильний спорт, володів вітрильною яхтою «Il Moro di Venezia» (Венеціанський мавр), капітаном якої іноді був Денніс Коннер. У Венеції йому належав Палаццо Даріо на Гранд-каналі. В Аргентині йому належав сільськогосподарський маєток «Estancia Las Cabezas» площею 20 000 гектарів поблизу Буенос-Айреса. В рамках судового розслідування скандалу «Чисті руки» (італ. Mani pulite) Ґардіні потрапив під підозру в корупції, і прокуратура Мілану розпочала проти нього розслідування. У 1993 році Ґардіні покінчив життя самогубством за обставин, які залишаються нез'ясованими донині.